# Albert Fornetti
Albert Fornetti était un footballeur professionnel français, né le 17 novembre 1922 à Grasse et mort le 26 février 2007 à Fréjus.
Latéral gauche, il commence sa carrière professionnelle à l'AS Cannes ; 3e à l'issue de la saison 1950 de D2, il s'engage alors avec le Nîmes Olympique alors champion de cette division.
À Nîmes, il devient très vite un élément incontournable d'une défense réputée rugueuse qui se positionne parmi les meilleures du championnat.
En 1958 il rejoint le FC Grenoble ; l'année suivante, il prend en main l'équipe et remporte le Championnat de D2 1960, et permet à Grenoble d'accéder pour la première fois de son histoire à l'élite du football français.

## Palmarès

### Joueur
- Coupe Charles Drago : 1956 (Nîmes Olympique)
- Championnat de France de D2 : 1960 (FC Grenoble)

### Entraîneur
- Championnat de France de D2 : 1960, 1962 (FC Grenoble)